# Castropol (parroquia)
Castropol es una villa y parroquia del concejo de Castropol, en el Principado de Asturias, España.

## Entidades de población
| Nombre (en español) | Nombre oficial (en eonaviego) |
| ------------------- | ----------------------------- |
| Barreiras           | As Barreiras                  |
| Bruiteira           | A Bruiteira                   |
| Cal                 |                               |
| Castropol           |                               |
| Moldes              |                               |
| Pruída              | A Purida                      |
| Quintalonga         |                               |
| Río del Tallo       | El Río del Tayo               |
| Riofelle            | Riufeye                       |

### Sitios
- A Arribadía
- A Fonte
- A Fontela
- A Punta
- San Roque